# رضا ناصری
رضا ناصری (به انگلیسی: Reza Naseri) (زاده ۱۶ سپتامبر ۱۹۷۵) بازیکن فوتبال و فوتسال، مربی فوتسال، کارشناس و مجری ورزشی اهل ایران است.  از وی به عنوان "سنگربان تیم ملی فوتسال ایران" نیز یاد می‌شود.

## زندگی شخصی
رضا ناصری بازیکن سابق تیم ملی فوتبال و فوتسال ایران، و مربی فوتسال است. ناصری در زمان فعالیت خود به عنوان بازیکن، به "سنگربان تیم ملی" معروف بود.  او در دوران فعالیت خود به عنوان بازیکن در لیگ برتر فوتبال و فوتسال ایران در پُست دروازه‌بان در زمین حضور داشت. وی دوران مربیگری خود را با باشگاه فوتسال تأسیسات دریایی آغاز کرد. رضا ناصری به عنوان کارشناس و مجری ورزشی در صدا و سیمای ایران فعالیت می‌کند.

## بهترین بازیکن
- بهترین دروازه‌بان فوتسال ایران در سال ۲۰۰۷
- بهترین دروازه‌بان فوتسال ایران در سال ۲۰۰۸ و ۲۰۰۹

## افتخارات و عناوین
- عضو تیم ملی فوتبال و فوتسال ایران (زیر ۱۷ سال - کاپیتان)
- عضو تیم ملی فوتبال جوانان ایران
- عضو تیم ملی فوتبال ایران (فوتبال)
- عضو استقلال در جام قهرمان آسیا
- سرمربی باشگاه فوتسال تأسیسات دریایی
- مدیر فنی باشگاه فوتسال تأسیسات دریایی در مسابقات قهرمانی آسیا
- مدیر عامل باشگاه آرش
- مدیر باشگاه ایثارگران شهدا
- کارشناس ورزشی و مجری تلویزیون در بسیاری از برنامه‌های ورزشی
- عضو باشگاه تام ایران خودرو در جام جهانی

## افتخارات ملی
- قهرمان ۸ دوره مسابقات آسیایی
- تایلند (سال ۲۰۰۰)
- تهران (سال ۲۰۰۱)
- اندونزی (سال ۲۰۰۲)
- تهران (سال ۲۰۰۳)
- ماکائو (سال ۲۰۰۴)
- ویتنام (سال۲۰۰۵)
- عنوان سومی مسابقات آسیایی ازبکستان (سال ۲۰۰۶)
- حضور و بازی در جام جهانی فوتسال در سال ۲۰۰۴ (هنگ کنگ)

## لینک بیرونی
- رضا ناصری در اینستاگرام
- رضا ناصری در توییتر
- رضا ناصری در فیس بوک

- مشارکت‌کنندگان ویکی‌پدیا. «Reza Nasseri». در دانشنامهٔ ویکی‌پدیای انگلیسی، بازبینی‌شده در ۳ آوریل ۲۰۱۴.

سایت شخصی رضا ناصری